# Bo Ahlberg
Bo Ingemar "Tjommen" Ahlberg, född 3 april 1951, är en svensk tidigare aktiv handbollsspelare (vänsternia).

## Karriär
Bo Ahlberg är uppvuxen i Kristianstad, på Söder. Han började spela handboll i IFK Kristianstad och spelade sedan pojk- och juniorhandboll för Kristianstad BI och Näsby IF. 1971 återgick han till sin moderklubb IFK Kristianstad och blev klubben trogen fram till 1988.
Han spelade hela sin elitkarriär för IFK Kristianstad. Han hade klubbrekordet för flest antal matcher och flest gjorda mål i högsta serien (222 elitmatcher och 926 mål) för IFK Kristianstad fram till 2022 då han passerades av Markus Olsson vad gäller dessa två rekord. Han hade också gjort flest mål totalt för klubben (1823) fram tills han passerades av Markus Olsson 4 februari 2023. Hans debut för klubben i högsta serien, dåvarande allsvenskan, gjorde han 1971. 
Främsta nationella meriten är ett SM-silver, som han var med och tog säsongen 1974/1975. IFK Kristianstad tog sig till SM-final detta år men förlorade till HK Drott. Följande säsong 1975/1976 vann Ahlberg allsvenskans, högsta ligan, skytteliga med 117 mål.
Bo Ahlberg, Lennart Ebbinge och Lars-Göran Jönsson kallades Vilda Västern-kedjan, för att första man över mittlinjen avslutade anfallet med ett skott, sade man i Kristianstad. Han gjorde sin sista allsvenska match för klubben 1986, men fortsatte två säsonger till i division 1 (näst högst serien). 
Han spelade 8 landskamper för svenska landslaget under 1975-1976
Ahlberg var yrkesmilitär inom Försvarsmakten och Pliktverket och benämndes därför lagmajor när han bar kaptensbindeln i IFK Kristianstad.

### Klubbrekord i IFK Kristianstad
- 222 matcher för IFK Kristianstad i högsta serien (klubbrekord 1986-2022)[4]
- 926 mål i högsta serien för IFK Kristianstad (klubbrekord 1986-2022)
- 377 matcher för IFK Kristianstad (klubbrekord 1986-2022)
- 1 823 mål för IFK Kristianstads i alla matcher (klubbrekord 1982-2023)